# Geiswiller-Zœbersdorf
Geiswiller-Zœbersdorf község Franciaország Grand Est régiójában, Bas-Rhin megyében. Új községként 2018. január 1-jén jött létre Geiswiller és Zœbersdorf korábbi község egyesítésével.

## Népesség
| Lakosok száma | 396  | 408  | 403  | 397  | 392  | 387  | 388  |
|               | 2015 | 2017 | 2018 | 2019 | 2020 | 2021 | 2022 |